# Второе сражение при Рельяно
Второе сражение при Рельяно (исп. Segunda Batalla de Rellano) — бои 22 — 23 мая 1912 года между повстанческими силами Паскуаля Ороско и войсками правительства Франсиско Мадеро под командованием генерала Викториано Уэрты во время Мексиканской революции.
После победы при Рельяно Ороско не смог развить наступление на Торреон, потому что его отрядам не хватало оружия и боеприпасов.
1 апреля командующим федеральными войсками на севере был назначен генерал Викториано Уэрта, который 12 апреля прибыл в Торреон и быстро организовал там оборону. Укрепления вокруг города в короткий срок были построены местными заключенными. Федеральные войска стали называться «Северной дивизией». Этой дивизии был предан отряд Панчо Вильи, которому было присвоено звание «почетного генерала».
Получив артиллерию и дополнительные силы, Уэрте удалось приостановить наступление ороскистов в Коауиле, а затем начать продвижение на север, преследуя повстанцев вдоль железной дороги.
Отступая, бойцы Ороско разбирали железнодорожные пути, чтобы замедлить движение федеральных сил, а затем закрепились в каньоне вокруг железнодорожной станции Рельяно. Ороско укрепил обе стороны каньона, но артиллерии хватило только для оснащения западного холма.
По прибытии к станции Рельяно Уэрта приказал Вилье провести несколько пробных атак, чтобы проверить противника. Хотя они были легко отбиты бойцами Ороско, но раскрыли позиции и тот факт, что на восточном холме не было артиллерийской поддержки.
В результате в ночь на 22 мая Уэрта приказал Вилье занять холм, а федеральная артиллерия обстреляла обе позиции повстанцев, чтобы скрыть передвижение его отряда. Как только Панчо Вилья добилась успеха, Уэрта переместил свою артиллерию на эту захваченную позицию. Поскольку восточный холм каньона был выше западного, с этого места федералы смогли обрушить артиллерийский огонь на ороскистов. Повстанцы попытались отбить холм, но, столкнувшись с артиллерийским огнем, были вынуждены отойти.
Артиллерия Уэрты продолжила обстреливать повстанцев, и в 9:45 следующего утра он приказал кавалерии атаковать противника, которая после нескольких часов боя выбила ороскистов с их позиций. Отступающие повстанцы сели в поезда, ожидавшие их на станции, и покинули этот район.
Чтобы задержать федералов, Ороско приказал своим людям заминировать железнодорожные пути позади. К неудаче для ороскистов, одна из мин взорвалась преждевременно, повредив только вагон с углем и предупредив солдат Уэрты о возможной опасности. Хотя сапёрам удалось найти все оставшиеся мины, федералы не могли начать немедленное преследование, так как у них стали заканчиваться боеприпасы.
После второго сражения при Рельяно Паскуаль Ороско уже не владел инициативой, и повстанцы стали отступать на север.